# Zygota fossulata
Zygota fossulata är en stekelart som först beskrevs av Thomson 1858.  Zygota fossulata ingår i släktet Zygota, och familjen hyllhornsteklar. Arten är reproducerande i Sverige.